# Козелець Віталій Павлович
Віталій Павлович Козелець (1978—2022) — солдат Збройних Сил України, учасник російсько-української війни, який загинув під час російського вторгнення в Україну.

## Життєпис
Народився 9 лютого 1978 року в Рівненській області. З раннього дитинства проживав у селі Малий Ржавець на Черкащині. Після закінчення школи працював у компанії «Верес» у м. Каневі. 
Брав участь в АТО на сході України.
З початком російського вторгнення в Україну в 2022 році став на захист України, служив солдатом. 
Загинув 7 травня 2022 року у ході бойових дій під час обстрілу. 
Похований у с. Малий Ржавець (Черкаський район, Черкаська область) 17 травня 2022 року.

## Родина
У загиблого залишилися мати та сестра.

## Нагороди
- орден «За мужність» III ступеня (22.07.2022) (посмертно) — за особисту мужність і самовіддані дії, виявлені у захисті державного суверенітету та територіальної цілісності України, вірність військовій присязі[4].

## Ушанування пам'яті
19 жовтня 2022 року на сесії Степанецької сільської ради було прийнято рішення про перейменування в селі Малий Ржавець вулиці Десантників на вулицю Віталія Козельця. 